# Куртујушу Дежулуј (Клуж)
Куртујушу Дежулуј (рум. Curtuiușu Dejului) насеље је у Румунији у округу Клуж у општини Вад. Oпштина се налази на надморској висини од 363 m.

## Становништво
Према подацима из 2002. године у насељу је живело 182 становника, од којих су сви румунске националности.